# Acacia islana
Acacia islana é uma espécie de leguminosa do gênero Acacia, pertencente à família Fabaceae.